# Anne Dacre
Anne Dacre, contessa di Arundel (Carlisle, 21 marzo 1557 – Shifnal, 19 aprile 1630), è stata una nobildonna e poetessa inglese.

## Biografia
Era la figlia maggiore di Thomas Dacre, IV barone Dacre, e di sua moglie, Elizabeth Leyburne. 
Nel 1567 il padre di Anne morì; subito dopo, la madre si risposò con il duca di Norfolk, diventando la sua terza moglie. Nel settembre del 1567, quando Anna aveva 10 anni, sua madre morì di parto.
Dopo la morte della madre, Anne e i suoi fratelli vennero cresciuti ed educati dalla loro nonna materna, Lady Mounteagle, che era stata precedentemente sposata con Sir James Leybourn.
La madre e la nonna erano entrambe devote cattoliche. Crescendo, Anne e i suoi fratelli, furono istruiti da un prete cattolico. Questo causò problemi per la famiglia, che visse durante il regno della regina Elisabetta I.

## Matrimonio
Il patrigno di Anna, Thomas Howard, alla fine ottenne la sua tutela e quella dei suoi fratelli e sorelle e stabilì che le tre sorelle Dacre avrebbero sposato i tre figli di Howard: Philip, Thomas e William.
Nel 1569, all'età di dodici anni, Anne sposò il fratellastro Philip. Poiché entrambi avevano solo dodici anni al momento, la cerimonia è fu ripetuta due anni dopo, quando entrambe le parti raggiunsero l'età del consenso. La sorella di Anna, Elizabeth, sposò William. L'altra sorella, Mary, doveva sposare Thomas, ma morì prima del matrimonio.
La coppia ebbe due figli:
- Elizabeth (1583);
- Thomas Howard, XXI conte di Arundel (7 luglio 1585-4 ottobre 1646).

Inizialmente, Anne e Philip non erano molto affezionati l'un l'altro, ma alla fine impararono ad amarsi e ad apprezzare la loro relazione. Dopo la morte del nonno materno di Philip, Henry FitzAlan, XIX conte di Arundel, il 24 febbraio 1580, Anne divenne contessa di Arundel.

## La religione e la riconversione
Elisabetta I, aumentò le leggi contro il cattolicesimo che portarono a persecuzioni ancora più gravi. Ma nonostante queste leggi, Anne si convertì dal protestantesimo al cattolicesimo nel 1582. 
Una volta sparsa la voce della sua conversione, Elisabetta mostrò una forte ostilità e fece mettere Anne agli arresti domiciliari nella casa di Sir Thomas Shirley.
Dopo che Anne fu rilasciata nel 1584, Philip, seguendo le orme di sua moglie, si convertì al cattolicesimo. Ciò comportò, anche per lui, gli arresti domiciliari. Tuttavia, a differenza di sua moglie, Philip cercò di scappare e di fuggire in Francia nel 1585. Nel suo tentativo di fuga, venne catturato e imprigionato nella Torre di Londra. Venne condannato al carcere a tempo indeterminato, oltre che al pagamento di una multa di 10 000 sterline. Dopo questi fatti, la Regina vietò a Anne di vivere a Londra, così si trasferì in una casa in affitto a Romford, nel Essex. Philip morì nella Torre di Londra il 19 ottobre 1595.

## Vedovanza
Una volta dichiarata vedova nel 1595, tutti i possedimenti di Philip che avrebbero dovuto essere di Anne vennero confiscati. Dovette pagare i debiti e garantire un reddito alla famiglia vendendo la sua terra. Per lungo tempo, Anne e i suoi due figli vissero in condizioni di povertà. 
Anni più tardi Anne riuscì a riguadagnare la proprietà che era sua di diritto come eredità del defunto marito. Si trasferì poi nuovamente a Carlisle, dove era nata e cresciuta. Dedicava le sue giornate alla preghiera. Aveva una passione per aiutare le persone in difficoltà, soprattutto alle persone che erano malate.

## Morte
Morì il 19 aprile 1630 a Shifnal Manor e fu sepolta a l'Arundel House, nel Sussex. 